# Weddellomyces
Weddellomyces är ett släkte av svampar som beskrevs av David Leslie Hawksworth. Weddellomyces ingår i familjen Dacampiaceae, klassen Dothideomycetes, divisionen sporsäcksvampar och riket svampar.
Släktet innehåller bara arten Weddellomyces tartaricola.